# Mimudea thyalis
Mimudea thyalis là một loài bướm đêm trong họ Crambidae.